# ژیان-چرخ‌ریسک چابک
ژیان-چرخ‌ریسک چابک (نام علمی: Uromias agilis) گونه‌ای از پرندگان در زیرتیرهٔ Elaeniinae از تیرهٔ ژیان‌مرغان (Tyrannidae) است که در کلمبیا، اکوادور و ونزوئلا یافت می‌شود. ژیان-چرخ‌ریسک چابک، تک‌نماد است.